# Hôpital Saint-Antoine
Hôpital Saint-Antoine (česky Nemocnice svatého Antonína) je nemocnice v Paříži, která je součástí Assistance publique – Hôpitaux de Paris (Veřejná služba – pařížské nemocnice). Nachází se v ulici Rue du Faubourg-Saint-Antoine ve 12. obvodu. Historická budova nemocnice, především její fasáda, střechy, průchod v přízemí a schodiště v hlavní budově jsou do roku 1962 chráněny jako historická památka.

## Historie
Nemocnice vznikla v roce 1791 z bývalého opatství Saint-Antoine-des-Champs jako Východní nemocnice. Nemocnice měla dvě oddělení po 72 lůžkách (jedno pro ženy a jedno pro muže), byl zde však jen jeden lékař, jeden lékárník a 12 sester. Ústav změnil svůj název v roce 1802 a stal se nemocnicí Saint-Antoine.
V roce 1811 správu nemocnice převzala kongregace špitálníků Sainte-Marthe de Beaune, která zde působila do roku 1881. V roce 1842 měla nemocnice 320 lůžek.

## Činnost
Nemocnice má 780 lůžek, z čehož je 22 pohotovostních. Ročně provede na 270 000 vyšetření, 53 000 příjmů a 2 400 porodů (údaje k 2007). Má 3 700 zaměstnanců, z čehož je 900 osob lékařského personálu. Je zde centrum transplantace orgánů a tkání a nemocnice se specializuje na vzácná onemocnění.
Nemocnice se také objevila v několika scénách amerického seriálu Pohotovost v epizodě 21 v 11. sérii.